# NGC 7323
NGC 7323 é uma galáxia espiral (Sb) localizada na direcção da constelação de Pegasus. Possui uma declinação de +19° 08' 40" e uma ascensão recta de 22 horas, 36 minutos e 53,5 segundos.
A galáxia NGC 7323 foi descoberta em 13 de Setembro de 1863 por Albert Marth.